# 8e étape du Tour de France Femmes 2022
Pour un article plus général, voir Tour de France Femmes 2022.
La 8e étape du Tour de France Femmes 2022 se déroule le dimanche 31 juillet 2022 entre Lure et la Super Planche des Belles Filles, sur une distance de 123,3 kilomètres.

## Parcours
L'arrivée de l'étape est jugée en altitude, au sommet de la Super Planche des Belles Filles et ses passages à plus de 20 %. Les coureuses ont à franchir auparavant plusieurs difficultés dont la côte d'Esmoulières et le Ballon d'Alsace.

## Déroulement de la course
Plusieurs attaques secouent le peloton en début d'étape mais il faut attendre le passage de la côte d'Esmoulières pour voir se former la première véritable échappée du jour. Elle est composée de 14 coureuses, dont Elise Chabbey et Margarita Victoria García qui font partie des 10 premières du classement général. Dans le peloton, la porteuse du maillot jaune Annemiek van Vleuten rencontre de nombreux ennuis mécaniques, l'obligeant à changer plusieurs fois de vélo. Dans les premiers kilomètres de la Super Planche des Belles Filles, c'est toutefois cette dernière qui attaque, suivie par Demi Vollering, rattrapant les échappées une par une, elle enlève cette ultime étape et remporte le Tour de France.

## Résultats

### Classement de l'étape
| Classement de la 8e étape | Classement de la 8e étape | Classement de la 8e étape | Classement de la 8e étape | Classement de la 8e étape |
|                           | Coureur                   | Pays                      | Équipe                    | Temps                     |
| ------------------------- | ------------------------- | ------------------------- | ------------------------- | ------------------------- |
| 1er                       | Annemiek van Vleuten      | Pays-Bas                  | Movistar Women            | en 3 h 37 min 23 s        |
| 2e                        | Demi Vollering            | Pays-Bas                  | SD Worx                   | + 30 s                    |
| 3e                        | Silvia Persico            | Italie                    | Valcar Travel & Service   | + 1 min 43 s              |
| 4e                        | Katarzyna Niewiadoma      | Pologne                   | Canyon-SRAM Racing        | + 1 min 52 s              |
| 5e                        | Juliette Labous           | France                    | Team DSM                  | + 1 min 56 s              |
| 6e                        | Elisa Longo Borghini      | Italie                    | Trek-Segafredo            | + 2 min 1 s               |
| 7e                        | Veronica Ewers            | États-Unis                | EF Education-Tibco-SVB    | + 2 min 13 s              |
| 8e                        | Cecilie Uttrup Ludwig     | Danemark                  | FDJ-Suez-Futuroscope      | + 2 min 50 s              |
| 9e                        | Margarita Victoria García | Espagne                   | UAE Team ADQ              | + 2 min 59 s              |
| 10e                       | Liane Lippert             | Allemagne                 | Team DSM                  | + 3 min 1 s               |
| modifier                  |                           |                           |                           |                           |

### Bonifications en temps
|   | Coureuse             | Pays     | Équipe                  | Secondes |
| - | -------------------- | -------- | ----------------------- | -------- |
| 1 | Annemiek van Vleuten | Pays-Bas | Movistar Women          | 10 s     |
| 2 | Demi Vollering       | Pays-Bas | SD Worx                 | 6 s      |
| 3 | Silvia Persico       | Italie   | Valcar Travel & Service | 4 s      |

### Points attribués
| Sprint intermédiaire Faucogney-et-la-Mer (km 47,4) | Sprint intermédiaire Faucogney-et-la-Mer (km 47,4) | Sprint intermédiaire Faucogney-et-la-Mer (km 47,4) | Sprint intermédiaire Faucogney-et-la-Mer (km 47,4) | Sprint intermédiaire Faucogney-et-la-Mer (km 47,4) |
| -------------------------------------------------- | -------------------------------------------------- | -------------------------------------------------- | -------------------------------------------------- | -------------------------------------------------- |
|                                                    | Coureur                                            | Pays                                               | Équipe                                             | Point(s)                                           |
| 1er                                                | Maria Giulia Confalonieri                          | Italie                                             | Ceratizit-WNT                                      | 25                                                 |
| 2e                                                 | Tiffany Cromwell                                   | Australie                                          | Canyon-SRAM Racing                                 | 20                                                 |
| 3e                                                 | Karlijn Swinkels                                   | Pays-Bas                                           | Jumbo-Visma                                        | 17                                                 |
| 4e                                                 | Sandra Alonso                                      | Espagne                                            | Ceratizit-WNT                                      | 15                                                 |
| 5e                                                 | Soraya Paladin                                     | Italie                                             | Canyon-SRAM Racing                                 | 13                                                 |
| 6e                                                 | Vittoria Guazzini                                  | Italie                                             | FDJ-Suez-Futuroscope                               | 11                                                 |
| 7e                                                 | Lotte Kopecky                                      | Belgique                                           | SD Worx                                            | 10                                                 |
| 8e                                                 | Alena Amialiusik                                   | Bannière neutre                                    | Canyon-SRAM Racing                                 | 9                                                  |
| 9e                                                 | Demi Vollering                                     | Pays-Bas                                           | SD Worx                                            | 8                                                  |
| 10e                                                | Romy Kasper                                        | Allemagne                                          | Jumbo-Visma                                        | 7                                                  |
| 11e                                                | Elise Chabbey                                      | Suisse                                             | Canyon-SRAM Racing                                 | 6                                                  |
| 12e                                                | Marianne Vos                                       | Pays-Bas                                           | Jumbo-Visma                                        | 5                                                  |
| 13e                                                | Katarzyna Niewiadoma                               | Pologne                                            | Canyon-SRAM Racing                                 | 4                                                  |
| 14e                                                | Pfeiffer Georgi                                    | Grande-Bretagne                                    | Team DSM                                           | 3                                                  |
| 15e                                                | Jeanne Korevaar                                    | Pays-Bas                                           | Liv Racing Xstra                                   | 2                                                  |
| modifier                                           |                                                    |                                                    |                                                    |                                                    |

| Arrivée d'étape La Super Planche des Belles Filles (km 123,3) | Arrivée d'étape La Super Planche des Belles Filles (km 123,3) | Arrivée d'étape La Super Planche des Belles Filles (km 123,3) | Arrivée d'étape La Super Planche des Belles Filles (km 123,3) | Arrivée d'étape La Super Planche des Belles Filles (km 123,3) |
| ------------------------------------------------------------- | ------------------------------------------------------------- | ------------------------------------------------------------- | ------------------------------------------------------------- | ------------------------------------------------------------- |
|                                                               | Coureur                                                       | Pays                                                          | Équipe                                                        | Point(s)                                                      |
| 1er                                                           | Annemiek van Vleuten                                          | Pays-Bas                                                      | Movistar Women                                                | 20                                                            |
| 2e                                                            | Demi Vollering                                                | Pays-Bas                                                      | SD Worx                                                       | 17                                                            |
| 3e                                                            | Silvia Persico                                                | Italie                                                        | Valcar Travel & Service                                       | 15                                                            |
| 4e                                                            | Katarzyna Niewiadoma                                          | Pologne                                                       | Canyon-SRAM Racing                                            | 13                                                            |
| 5e                                                            | Juliette Labous                                               | France                                                        | Team DSM                                                      | 11                                                            |
| 6e                                                            | Elisa Longo Borghini                                          | Italie                                                        | Trek-Segafredo                                                | 10                                                            |
| 7e                                                            | Veronica Ewers                                                | États-Unis                                                    | EF Education-Tibco-SVB                                        | 9                                                             |
| 8e                                                            | Cecilie Uttrup Ludwig                                         | Danemark                                                      | FDJ-Suez-Futuroscope                                          | 8                                                             |
| 9e                                                            | Margarita Victoria García                                     | Espagne                                                       | UAE Team ADQ                                                  | 7                                                             |
| 10e                                                           | Liane Lippert                                                 | Allemagne                                                     | Team DSM                                                      | 6                                                             |
| 11e                                                           | Kristabel Doebel-Hickok                                       | États-Unis                                                    | EF Education-Tibco-SVB                                        | 5                                                             |
| 12e                                                           | Évita Muzic                                                   | France                                                        | FDJ-Suez-Futuroscope                                          | 4                                                             |
| 13e                                                           | Pauliena Rooijakkers                                          | Pays-Bas                                                      | Canyon-SRAM Racing                                            | 3                                                             |
| 14e                                                           | Elise Chabbey                                                 | Suisse                                                        | Canyon-SRAM Racing                                            | 2                                                             |
| 15e                                                           | Yara Kastelijn                                                | Pays-Bas                                                      | Plantur-Pura                                                  | 1                                                             |
| modifier                                                      |                                                               |                                                               |                                                               |                                                               |

### Cols et côtes
| Côte d'Esmoulières (km 52,5) 2e catégorie (2,3 km à 8,5 %) | Côte d'Esmoulières (km 52,5) 2e catégorie (2,3 km à 8,5 %) | Côte d'Esmoulières (km 52,5) 2e catégorie (2,3 km à 8,5 %) | Côte d'Esmoulières (km 52,5) 2e catégorie (2,3 km à 8,5 %) | Côte d'Esmoulières (km 52,5) 2e catégorie (2,3 km à 8,5 %) |
| ---------------------------------------------------------- | ---------------------------------------------------------- | ---------------------------------------------------------- | ---------------------------------------------------------- | ---------------------------------------------------------- |
|                                                            | Coureur                                                    | Pays                                                       | Équipe                                                     | Point(s)                                                   |
| 1er                                                        | Demi Vollering                                             | Pays-Bas                                                   | SD Worx                                                    | 5                                                          |
| 2e                                                         | Pauliena Rooijakkers                                       | Pays-Bas                                                   | Canyon-SRAM Racing                                         | 3                                                          |
| 3e                                                         | Vittoria Guazzini                                          | Italie                                                     | FDJ-Suez-Futuroscope                                       | 2                                                          |
| 4e                                                         | Rachel Neylan                                              | Australie                                                  | Cofidis                                                    | 1                                                          |
| modifier                                                   |                                                            |                                                            |                                                            |                                                            |

| Ballon d'Alsace (km 84,6) 1re catégorie (8,7 km à 6,9 %) | Ballon d'Alsace (km 84,6) 1re catégorie (8,7 km à 6,9 %) | Ballon d'Alsace (km 84,6) 1re catégorie (8,7 km à 6,9 %) | Ballon d'Alsace (km 84,6) 1re catégorie (8,7 km à 6,9 %) | Ballon d'Alsace (km 84,6) 1re catégorie (8,7 km à 6,9 %) |
| -------------------------------------------------------- | -------------------------------------------------------- | -------------------------------------------------------- | -------------------------------------------------------- | -------------------------------------------------------- |
|                                                          | Coureur                                                  | Pays                                                     | Équipe                                                   | Point(s)                                                 |
| 1er                                                      | Margarita Victoria García                                | Espagne                                                  | UAE Team ADQ                                             | 10                                                       |
| 2e                                                       | Pauliena Rooijakkers                                     | Pays-Bas                                                 | Canyon-SRAM Racing                                       | 8                                                        |
| 3e                                                       | Grace Brown                                              | Australie                                                | FDJ-Suez-Futuroscope                                     | 6                                                        |
| 4e                                                       | Riejanne Markus                                          | Pays-Bas                                                 | Jumbo-Visma                                              | 4                                                        |
| 5e                                                       | Paula Patiño                                             | Colombie                                                 | Movistar Women                                           | 2                                                        |
| 6e                                                       | Elise Chabbey                                            | Suisse                                                   | Canyon-SRAM Racing                                       | 1                                                        |
| modifier                                                 |                                                          |                                                          |                                                          |                                                          |

| \| La Super Planche des Belles Filles (km 123,3) 1re catégorie (7,0 km à 8,7 %) \| La Super Planche des Belles Filles (km 123,3) 1re catégorie (7,0 km à 8,7 %) \| La Super Planche des Belles Filles (km 123,3) 1re catégorie (7,0 km à 8,7 %) \| La Super Planche des Belles Filles (km 123,3) 1re catégorie (7,0 km à 8,7 %) \| La Super Planche des Belles Filles (km 123,3) 1re catégorie (7,0 km à 8,7 %) \| \| ---------------------------------------------------------------------------- \| ---------------------------------------------------------------------------- \| ---------------------------------------------------------------------------- \| ---------------------------------------------------------------------------- \| ---------------------------------------------------------------------------- \| \| \| Coureur \| Pays \| Équipe \| Point(s) \| \| 1er \| Annemiek van Vleuten \| Pays-Bas \| Movistar Women \| 10 \| \| 2e \| Demi Vollering \| Pays-Bas \| SD Worx \| 8 \| \| 3e \| Silvia Persico \| Italie \| Valcar Travel & Service \| 6 \| \| 4e \| Katarzyna Niewiadoma \| Pologne \| Canyon-SRAM Racing \| 4 \| \| 5e \| Juliette Labous \| France \| Team DSM \| 2 \| \| 6e \| Elisa Longo Borghini \| Italie \| Trek-Segafredo \| 1 \| \| modifier \| \| \| \| \| |                      |          |                         |          |
| La Super Planche des Belles Filles (km 123,3) 1re catégorie (7,0 km à 8,7 %) |                      |          |                         |          |
| | Coureur              | Pays     | Équipe                  | Point(s) |
| 1er | Annemiek van Vleuten | Pays-Bas | Movistar Women          | 10       |
| 2e | Demi Vollering       | Pays-Bas | SD Worx                 | 8        |
| 3e | Silvia Persico       | Italie   | Valcar Travel & Service | 6        |
| 4e | Katarzyna Niewiadoma | Pologne  | Canyon-SRAM Racing      | 4        |
| 5e | Juliette Labous      | France   | Team DSM                | 2        |
| 6e | Elisa Longo Borghini | Italie   | Trek-Segafredo          | 1        |
| modifier |                      |          |                         |          |

### Prix de la combativité
- Margarita Victoria García (UAE Team ADQ)

## Classements à l'issue de l'étape

### Classement général
| Classement général | Classement général        | Classement général | Classement général      | Classement général  |
|                    | Coureur                   | Pays               | Équipe                  | Temps               |
| ------------------ | ------------------------- | ------------------ | ----------------------- | ------------------- |
| 1er                | Annemiek van Vleuten      | Pays-Bas           | Movistar Women          | en 26 h 55 min 44 s |
| 2e                 | Demi Vollering            | Pays-Bas           | SD Worx                 | + 3 min 48 s        |
| 3e                 | Katarzyna Niewiadoma      | Pologne            | Canyon-SRAM Racing      | + 6 min 35 s        |
| 4e                 | Juliette Labous           | France             | Team DSM                | + 7 min 28 s        |
| 5e                 | Silvia Persico            | Italie             | Valcar Travel & Service | + 8 min 0 s         |
| 6e                 | Elisa Longo Borghini      | Italie             | Trek-Segafredo          | + 8 min 26 s        |
| 7e                 | Cecilie Uttrup Ludwig     | Danemark           | FDJ-Suez-Futuroscope    | + 8 min 59 s        |
| 8e                 | Évita Muzic               | France             | FDJ-Suez-Futuroscope    | + 13 min 54 s       |
| 9e                 | Veronica Ewers            | États-Unis         | EF Education-Tibco-SVB  | + 15 min 5 s        |
| 10e                | Margarita Victoria García | Espagne            | UAE Team ADQ            | + 15 min 15 s       |
| modifier           |                           |                    |                         |                     |

| Classement par points | Classement par points     | Classement par points | Classement par points   | Classement par points |
| --------------------- | ------------------------- | --------------------- | ----------------------- | --------------------- |
|                       | Coureur                   | Pays                  | Équipe                  | Point(s)              |
| 1er                   | Marianne Vos              | Pays-Bas              | Jumbo-Visma             | 272 points            |
| 2e                    | Lotte Kopecky             | Belgique              | SD Worx                 | 174 pts               |
| 3e                    | Maria Giulia Confalonieri | Italie                | Ceratizit-WNT           | 127 pts               |
| 4e                    | Silvia Persico            | Italie                | Valcar Travel & Service | 106 pts               |
| 5e                    | Demi Vollering            | Pays-Bas              | SD Worx                 | 104 pts               |
| 6e                    | Elisa Longo Borghini      | Italie                | Trek-Segafredo          | 104 pts               |
| 7e                    | Katarzyna Niewiadoma      | Pologne               | Canyon-SRAM Racing      | 97 pts                |
| 8e                    | Elisa Balsamo             | Italie                | Trek-Segafredo          | 85 pts                |
| 9e                    | Cecilie Uttrup Ludwig     | Danemark              | FDJ-Suez-Futuroscope    | 77 pts                |
| 10e                   | Annemiek van Vleuten      | Pays-Bas              | Movistar Women          | 76 pts                |
| modifier              |                           |                       |                         |                       |

| Classement de la meilleure grimpeuse | Classement de la meilleure grimpeuse | Classement de la meilleure grimpeuse | Classement de la meilleure grimpeuse | Classement de la meilleure grimpeuse |
| ------------------------------------ | ------------------------------------ | ------------------------------------ | ------------------------------------ | ------------------------------------ |
|                                      | Coureur                              | Pays                                 | Équipe                               | Point(s)                             |
| 1er                                  | Demi Vollering                       | Pays-Bas                             | SD Worx                              | 42 points                            |
| 2e                                   | Annemiek van Vleuten                 | Pays-Bas                             | Movistar Women                       | 38 pts                               |
| 3e                                   | Katarzyna Niewiadoma                 | Pologne                              | Canyon-SRAM Racing                   | 15 pts                               |
| 4e                                   | Elisa Longo Borghini                 | Italie                               | Trek-Segafredo                       | 14 pts                               |
| 5e                                   | Margarita Victoria García            | Espagne                              | UAE Team ADQ                         | 11 pts                               |
| 6e                                   | Pauliena Rooijakkers                 | Pays-Bas                             | Canyon-SRAM Racing                   | 11 pts                               |
| 7e                                   | Grace Brown                          | Australie                            | FDJ-Suez-Futuroscope                 | 10 pts                               |
| 8e                                   | Femke Gerritse                       | Pays-Bas                             | Parkhotel Valkenburg                 | 9 pts                                |
| 9e                                   | Silvia Persico                       | Italie                               | Valcar Travel & Service              | 8 pts                                |
| 10e                                  | Juliette Labous                      | France                               | Team DSM                             | 6 pts                                |
| modifier                             |                                      |                                      |                                      |                                      |

| Classement général de la meilleure jeune | Classement général de la meilleure jeune | Classement général de la meilleure jeune | Classement général de la meilleure jeune | Classement général de la meilleure jeune |
|                                          | Coureur                                  | Pays                                     | Équipe                                   | Temps                                    |
| ---------------------------------------- | ---------------------------------------- | ---------------------------------------- | ---------------------------------------- | ---------------------------------------- |
| 1er                                      | Shirin van Anrooij                       | Pays-Bas                                 | Trek-Segafredo                           | en 27 h 21 min 31 s                      |
| 2e                                       | Mischa Bredewold                         | Pays-Bas                                 | Parkhotel Valkenburg                     | + 5 min 41 s                             |
| 3e                                       | Julia Borgström                          | Suède                                    | AG Insurance NXTG                        | + 16 min 43 s                            |
| 4e                                       | Vittoria Guazzini                        | Italie                                   | FDJ-Suez-Futuroscope                     | + 23 min 48 s                            |
| 5e                                       | Marie Le Net                             | France                                   | FDJ-Suez-Futuroscope                     | + 27 min 35 s                            |
| 6e                                       | Julie De Wilde                           | Belgique                                 | Plantur-Pura                             | + 28 min 14 s                            |
| 7e                                       | Pfeiffer Georgi                          | Grande-Bretagne                          | Team DSM                                 | + 31 min 54 s                            |
| 8e                                       | Henrietta Christie                       | Nouvelle-Zélande                         | Human Powered Health                     | + 35 min 14 s                            |
| 9e                                       | Magdeleine Vallieres                     | Canada                                   | EF Education-Tibco-SVB                   | + 38 min 29 s                            |
| 10e                                      | Victoire Berteau                         | France                                   | Cofidis                                  | + 38 min 54 s                            |
| modifier                                 |                                          |                                          |                                          |                                          |

| Classement par équipes | Classement par équipes  | Classement par équipes | Classement par équipes |
|                        | Équipe                  | Pays                   | Temps                  |
| ---------------------- | ----------------------- | ---------------------- | ---------------------- |
| 1re                    | Canyon-SRAM Racing      | Allemagne              | en 81 h 27 min 9 s     |
| 2e                     | FDJ-Suez-Futuroscope    | France                 | + 14 min 19 s          |
| 3e                     | Trek-Segafredo          | États-Unis             | + 24 min 34 s          |
| 4e                     | SD Worx                 | Pays-Bas               | + 32 min 9 s           |
| 5e                     | Movistar Women          | Espagne                | + 33 min 24 s          |
| 6e                     | Team BikeExchange-Jayco | Australie              | + 52 min 32 s          |
| 7e                     | Team DSM                | Pays-Bas               | + 54 min 59 s          |
| 8e                     | Jumbo-Visma             | Pays-Bas               | + 58 min 0 s           |
| 9e                     | UAE Team ADQ            | Émirats arabes unis    | + 1 h 0 min 59 s       |
| 10e                    | EF Education-Tibco-SVB  | États-Unis             | + 1 h 15 min 37 s      |
| modifier               |                         |                        |                        |

## Abandons
Deux coureuses quittent le Tour lors de cette étape : 
- Ashleigh Moolman (SD Worx) : non partante
- Anna Henderson (Jumob-Visma) : non partante